# Rado (przedsiębiorstwo)
Rado – szwajcarski producent ekskluzywnych zegarków. Należy do Swatch Group. Firma powstała w 1917 roku. Pierwsza kolekcja zegarków pod nazwą Rado została wypuszczona na rynek w 1957 roku

Logo firmy

Projekty zegarków zostały nagrodzone rozmaitymi nagrodami:
- 2005 – 'Good Design Award', Japonia
- 2005 – 'DESIGN PLUS Material Vision 2005', Niemcy
- 2005 – 'iF design award', Chiny
- 2003 – 'Red Dot Award', Niemcy
- 2002 – 'Good Design Award', Chicago, USA.